# VM i landevejscykling 2020 – Linjeløb (herrer)
Herrernes linjeløb ved VM i landevejscykling 2020 blev afholdt den 27. september 2020 i Imola, Italien. Løbet blev vundet af franske Julian Alaphilippe.

## Deltagere
| Landshold (43)- Danmark - Slovenien - Italien - Belgien - Frankrig - Holland - Colombia - Tyskland - Spanien - Australien - Storbritannien - Norge - Rusland - Polen - New Zealand - Irland - Schweiz - Ecuador - Portugal - Slovakiet - USA - Østrig - Tjekkiet - Kasakhstan - Sydafrika - Estland - Luxembourg - Ukraine - Eritrea - Canada - Letland - Hviderusland - Ungarn - Litauen - Aserbajdsjan - Sverige - Grækenland - Japan - Rumænien - Costa Rica - Mexico - Rwanda - Marokko |
| |

### Danske ryttere
- Jakob Fuglsang
- Niklas Eg
- Jonas Gregaard
- Mikkel Frølich Honoré
- Christopher Juul-Jensen
- Casper Pedersen
- Michael Valgren
- Jesper Hansen

## Resultater
| \| Samlede stilling \| Samlede stilling \| Samlede stilling \| Samlede stilling \| Samlede stilling \| \| Rytter \| Rytter \| Hold \| Tid \| \| \| ---------------- \| --------------------- \| ---------------- \| ---------------- \| ---------------- \| \| 1. \| Julian Alaphilippe \| Frankrig \| 6t 38' 34" \| \| \| 2. \| Wout van Aert \| Belgien \| + 24" \| \| \| 3. \| Marc Hirschi \| Schweiz \| + 24" \| \| \| 4. \| Michał Kwiatkowski \| Polen \| + 24" \| \| \| 5. \| Jakob Fuglsang \| Danmark \| + 24" \| \| \| 6. \| Primož Roglič \| Slovenien \| + 24" \| \| \| 7. \| Michael Matthews \| Australien \| + 53" \| \| \| 8. \| Alejandro Valverde \| Spanien \| + 53" \| \| \| 9. \| Maximilian Schachmann \| Tyskland \| + 53" \| \| \| 10. \| Damiano Caruso \| Italien \| + 53" \| \| \| 11. \| Michael Valgren \| Danmark \| + 53" \| \| \| 12. \| Michael Woods \| Canada \| + 53" \| \| \| 13. \| Guillaume Martin \| Frankrig \| + 53" \| \| \| 14. \| Tom Dumoulin \| Holland \| + 53" \| \| \| 15. \| Vincenzo Nibali \| Italien \| + 57" \| \| \| 16. \| Mikel Landa \| Spanien \| + 57" \| \| \| 17. \| Simon Geschke \| Tyskland \| + 1' 34" \| \| \| 18. \| Alberto Bettiol \| Italien \| + 1' 34" \| \| \| 19. \| Rudy Molard \| Frankrig \| + 1' 34" \| \| \| 20. \| Pello Bilbao \| Spanien \| + 1' 34" \| \| |                       |            |            |
| |                       |            |            |
| Kilde: ProCyclingStats |                       |            |            |
| Samlede stilling |                       |            |            |
| Rytter | Rytter                | Hold       | Tid        |
| 1. | Julian Alaphilippe    | Frankrig   | 6t 38' 34" |
| 2. | Wout van Aert         | Belgien    | + 24"      |
| 3. | Marc Hirschi          | Schweiz    | + 24"      |
| 4. | Michał Kwiatkowski    | Polen      | + 24"      |
| 5. | Jakob Fuglsang        | Danmark    | + 24"      |
| 6. | Primož Roglič         | Slovenien  | + 24"      |
| 7. | Michael Matthews      | Australien | + 53"      |
| 8. | Alejandro Valverde    | Spanien    | + 53"      |
| 9. | Maximilian Schachmann | Tyskland   | + 53"      |
| 10. | Damiano Caruso        | Italien    | + 53"      |
| 11. | Michael Valgren       | Danmark    | + 53"      |
| 12. | Michael Woods         | Canada     | + 53"      |
| 13. | Guillaume Martin      | Frankrig   | + 53"      |
| 14. | Tom Dumoulin          | Holland    | + 53"      |
| 15. | Vincenzo Nibali       | Italien    | + 57"      |
| 16. | Mikel Landa           | Spanien    | + 57"      |
| 17. | Simon Geschke         | Tyskland   | + 1' 34"   |
| 18. | Alberto Bettiol       | Italien    | + 1' 34"   |
| 19. | Rudy Molard           | Frankrig   | + 1' 34"   |
| 20. | Pello Bilbao          | Spanien    | + 1' 34"   |

## Startliste
| Danmark DEN | Danmark DEN             | Danmark DEN |
| ----------- | ----------------------- | ----------- |
| Nr.         | Rytter                  | Placering   |
| 1           | Jakob Fuglsang          | 5.          |
| 2           | Niklas Eg               | DNF         |
| 3           | Jonas Gregaard          | 60.         |
| 4           | Jesper Hansen           | DNF         |
| 5           | Mikkel Honoré           | DNF         |
| 6           | Michael Valgren         | 11.         |
| 7           | Christopher Juul-Jensen | 77.         |
| 8           | Casper Pedersen         | 65.         |

| Slovenien SLO | Slovenien SLO   | Slovenien SLO |
| ------------- | --------------- | ------------- |
| Nr.           | Rytter          | Placering     |
| 9             | Janez Brajkovič | DNF           |
| 10            | Luka Mezgec     | DNF           |
| 11            | Domen Novak     | DNF           |
| 12            | Luka Pibernik   | DNF           |
| 13            | Tadej Pogačar   | 33.           |
| 14            | Jan Polanc      | 27.           |
| 15            | Primož Roglič   | 6.            |
| 16            | Jan Tratnik     | DNF           |

| Italien ITA | Italien ITA        | Italien ITA |
| ----------- | ------------------ | ----------- |
| Nr.         | Rytter             | Placering   |
| 17          | Andrea Bagioli     | 57.         |
| 18          | Alberto Bettiol    | 18.         |
| 19          | Gianluca Brambilla | DNF         |
| 20          | Damiano Caruso     | 10.         |
| 21          | Fausto Masnada     | 23.         |
| 22          | Vincenzo Nibali    | 15.         |
| 23          | Diego Ulissi       | 47.         |
| 24          | Giovanni Visconti  | 43.         |

| Belgien BEL | Belgien BEL       | Belgien BEL |
| ----------- | ----------------- | ----------- |
| Nr.         | Rytter            | Placering   |
| 25          | Tiesj Benoot      | 30.         |
| 26          | Oliver Naesen     | DNF         |
| 27          | Pieter Serry      | DNF         |
| 28          | Jasper Stuyven    | DNF         |
| 29          | Wout van Aert     | 2.          |
| 30          | Greg Van Avermaet | 21.         |
| 31          | Loïc Vliegen      | 40.         |
| 32          | Tim Wellens       | 39.         |

| Frankrig FRA | Frankrig FRA       | Frankrig FRA |
| ------------ | ------------------ | ------------ |
| Nr.          | Rytter             | Placering    |
| 33           | Julian Alaphilippe | 1.           |
| 34           | Julien Bernard     | DNF          |
| 35           | Kenny Elissonde    | 37.          |
| 36           | Valentin Madouas   | 34.          |
| 37           | Guillaume Martin   | 13.          |
| 38           | Rudy Molard        | 19.          |
| 39           | Quentin Pacher     | DNF          |
| 40           | Nans Peters        | DNF          |

| Holland NED | Holland NED        | Holland NED |
| ----------- | ------------------ | ----------- |
| Nr.         | Rytter             | Placering   |
| 41          | Tom Dumoulin       | 14.         |
| 42          | Pascal Eenkhoorn   | DNF         |
| 43          | Sam Oomen          | 45.         |
| 44          | Antwan Tolhoek     | DNF         |
| 45          | Martijn Tusveld    | 68.         |
| 46          | Dylan van Baarle   | 35.         |
| 47          | Nick van der Lijke | DNF         |
| 48          | Pieter Weening     | 79.         |

| Colombia COL | Colombia COL          | Colombia COL |
| ------------ | --------------------- | ------------ |
| Nr.          | Rytter                | Placering    |
| 49           | Esteban Chaves        | 32.          |
| 50           | Sergio Henao          | 50.          |
| 51           | Sergio Higuita        | 48.          |
| 52           | Miguel Ángel López    | 41.          |
| 53           | Daniel Martínez       | 31.          |
| 54           | Cristian Camilo Muñoz | DNF          |
| 55           | Harold Tejada         | DNF          |
| 56           | Rigoberto Urán        | 24.          |

| Tyskland GER | Tyskland GER          | Tyskland GER |
| ------------ | --------------------- | ------------ |
| Nr.          | Rytter                | Placering    |
| 57           | Nikias Arndt          | DNS          |
| 58           | John Degenkolb        | DNF          |
| 59           | Nico Denz             | 63.          |
| 60           | Simon Geschke         | 17.          |
| 61           | Jonas Koch            | DNF          |
| 62           | Paul Martens          | 66.          |
| 63           | Maximilian Schachmann | 9.           |
| 64           | Georg Zimmermann      | 55.          |

| Spanien ESP | Spanien ESP        | Spanien ESP |
| ----------- | ------------------ | ----------- |
| Nr.         | Rytter             | Placering   |
| 65          | Pello Bilbao       | 20.         |
| 66          | David de la Cruz   | DNF         |
| 67          | Jesús Herrada      | 28.         |
| 68          | Mikel Landa        | 16.         |
| 69          | Enric Mas          | DNF         |
| 70          | Luis León Sánchez  | 52.         |
| 71          | Marc Soler         | DNF         |
| 72          | Alejandro Valverde | 8.          |

| Australien AUS | Australien AUS   | Australien AUS |
| -------------- | ---------------- | -------------- |
| Nr.            | Rytter           | Placering      |
| 73             | Simon Clarke     | 44.            |
| 74             | Luke Durbridge   | DNF            |
| 75             | Chris Hamilton   | DNF            |
| 76             | Jai Hindley      | DNF            |
| 77             | Damien Howson    | DNF            |
| 78             | Michael Matthews | 7.             |
| 79             | Richie Porte     | 25.            |
| 80             | Nick Schultz     | DNF            |

| Storbritannien GBR | Storbritannien GBR | Storbritannien GBR |
| ------------------ | ------------------ | ------------------ |
| Nr.                | Rytter             | Placering          |
| 81                 | Hugh Carthy        | DNF                |
| 82                 | Ethan Hayter       | 86.                |
| 83                 | James Knox         | DNF                |
| 84                 | Tom Pidcock        | 42.                |
| 85                 | Luke Rowe          | DNF                |
| 86                 | James Shaw         | 81.                |

| Norge NOR | Norge NOR            | Norge NOR |
| --------- | -------------------- | --------- |
| Nr.       | Rytter               | Placering |
| 87        | Odd Christian Eiking | DNF       |
| 88        | Carl Fredrik Hagen   | 73.       |
| 89        | Markus Hoelgaard     | 36.       |
| 90        | Vegard Stake Laengen | DNF       |
| 91        | Andreas Leknessund   | 56.       |
| 92        | Torstein Træen       | 84.       |

| Rusland RUS | Rusland RUS          | Rusland RUS |
| ----------- | -------------------- | ----------- |
| Nr.         | Rytter               | Placering   |
| 93          | Sergej Tjernetskij   | 75.         |
| 94          | Vjatjeslav Kuznetsov | DNF         |
| 95          | Konstantin Nekrasov  | DNF         |
| 96          | Petr Rikunov         | DNF         |
| 97          | Ivan Rovnyj          | 82.         |
| 98          | Dmitrij Strakhov     | 62.         |

| Polen POL | Polen POL             | Polen POL |
| --------- | --------------------- | --------- |
| Nr.       | Rytter                | Placering |
| 99        | Stanisław Aniołkowski | DNF       |
| 100       | Michał Gołaś          | 83.       |
| 101       | Michał Kwiatkowski    | 4.        |
| 102       | Kamil Małecki         | DNF       |
| 103       | Łukasz Owsian         | 70.       |
| 104       | Maciej Paterski       | 72.       |

| New Zealand NZL | New Zealand NZL   | New Zealand NZL |
| --------------- | ----------------- | --------------- |
| Nr.             | Rytter            | Placering       |
| 105             | George Bennett    | DNF             |
| 106             | Patrick Bevin     | DNF             |
| 107             | Finn Fisher-Black | DNF             |
| 108             | Dion Smith        | DNF             |

| Irland IRL | Irland IRL    | Irland IRL |
| ---------- | ------------- | ---------- |
| Nr.        | Rytter        | Placering  |
| 109        | Ben Healy     | DNF        |
| 110        | Ryan Mullen   | DNF        |
| 111        | Nicolas Roche | 51.        |

| Schweiz SUI | Schweiz SUI       | Schweiz SUI |
| ----------- | ----------------- | ----------- |
| Nr.         | Rytter            | Placering   |
| 112         | Michael Albasini  | DNF         |
| 113         | Silvan Dillier    | DNF         |
| 114         | Enrico Gasparotto | 46.         |
| 115         | Marc Hirschi      | 3.          |
| 116         | Simon Pellaud     | DNF         |
| 117         | Michael Schär     | DNF         |

| Ecuador ECU | Ecuador ECU              | Ecuador ECU |
| ----------- | ------------------------ | ----------- |
| Nr.         | Rytter                   | Placering   |
| 118         | Jonathan Caicedo         | 80.         |
| 119         | Richard Carapaz          | 22.         |
| 120         | Jefferson Alveiro Cepeda | DNF         |

| Portugal POR | Portugal POR    | Portugal POR |
| ------------ | --------------- | ------------ |
| Nr.          | Rytter          | Placering    |
| 121          | Rui Costa       | 26.          |
| 122          | Ruben Guerreiro | DNF          |
| 123          | Ivo Oliveira    | 88.          |
| 124          | Nelson Oliveira | 38.          |

| Slovakiet SVK | Slovakiet SVK    | Slovakiet SVK |
| ------------- | ---------------- | ------------- |
| Nr.           | Rytter           | Placering     |
| 125           | Juraj Bellan     | DNF           |
| 126           | Marek Čanecký    | DNF           |
| 127           | Ján Andrej Cully | DNF           |
| 128           | Martin Haring    | DNF           |
| 129           | Patrik Tybor     | DNF           |

| USA USA | USA USA         | USA USA   |
| ------- | --------------- | --------- |
| Nr.     | Rytter          | Placering |
| 130     | Lawson Craddock | DNF       |
| 131     | Sepp Kuss       | 53.       |
| 132     | Brandon McNulty | DNF       |
| 133     | Neilson Powless | DNF       |

| Østrig AUT | Østrig AUT            | Østrig AUT |
| ---------- | --------------------- | ---------- |
| Nr.        | Rytter                | Placering  |
| 134        | Tobias Bayer          | DNF        |
| 135        | Marco Friedrich       | DNF        |
| 136        | Felix Gall            | DNF        |
| 137        | Sebastian Schönberger | 54.        |
| 138        | Markus Wildauer       | DNF        |
| 139        | Riccardo Zoidl        | DNF        |

| Tjekkiet CZE | Tjekkiet CZE  | Tjekkiet CZE |
| ------------ | ------------- | ------------ |
| Nr.          | Rytter        | Placering    |
| 140          | Josef Černý   | DNF          |
| 141          | Jan Hirt      | 59.          |
| 142          | Jakub Otruba  | 64.          |
| 143          | Adam Ťoupalík | 71.          |

| Kasakhstan KAZ | Kasakhstan KAZ     | Kasakhstan KAZ |
| -------------- | ------------------ | -------------- |
| Nr.            | Rytter             | Placering      |
| 144            | Zjandos Bizjigitov | DNF            |
| 145            | Daniil Fominykh    | DNF            |
| 146            | Dmitrij Gruzdev    | DNF            |
| 147            | Aleksej Lutsenko   | DNS            |
| 148            | Jurij Natarov      | 74.            |
| 149            | Vadim Pronskij     | 49.            |

| Sydafrika RSA | Sydafrika RSA    | Sydafrika RSA |
| ------------- | ---------------- | ------------- |
| Nr.           | Rytter           | Placering     |
| 150           | Nicholas Dlamini | DNF           |
| 151           | Louis Meintjes   | 78.           |

| Estland EST | Estland EST   | Estland EST |
| ----------- | ------------- | ----------- |
| Nr.         | Rytter        | Placering   |
| 152         | Tanel Kangert | DNF         |
| 153         | Peeter Pruus  | DNF         |

| Luxembourg LUX | Luxembourg LUX | Luxembourg LUX |
| -------------- | -------------- | -------------- |
| Nr.            | Rytter         | Placering      |
| 154            | Ben Gastauer   | DNF            |

| Ukraine UKR | Ukraine UKR     | Ukraine UKR |
| ----------- | --------------- | ----------- |
| Nr.         | Rytter          | Placering   |
| 155         | Anatolij Budjak | 87.         |

| Eritrea ERI | Eritrea ERI             | Eritrea ERI |
| ----------- | ----------------------- | ----------- |
| Nr.         | Rytter                  | Placering   |
| 156         | Natnael Berhane         | DNS         |
| 157         | Amanuel Ghebreigzabhier | 69.         |
| 158         | Merhawi Kudus           | 67.         |

| Canada CAN | Canada CAN         | Canada CAN |
| ---------- | ------------------ | ---------- |
| Nr.        | Rytter             | Placering  |
| 159        | Guillaume Boivin   | DNF        |
| 160        | Alexander Cataford | DNF        |
| 161        | Hugo Houle         | 61.        |
| 162        | Michael Woods      | 12.        |

| Letland LAT | Letland LAT        | Letland LAT |
| ----------- | ------------------ | ----------- |
| Nr.         | Rytter             | Placering   |
| 163         | Viesturs Lukševics | DNF         |
| 164         | Krists Neilands    | 58.         |
| 165         | Toms Skujiņš       | 29.         |

| Hviderusland BLR | Hviderusland BLR      | Hviderusland BLR |
| ---------------- | --------------------- | ---------------- |
| Nr.              | Rytter                | Placering        |
| 166              | Aljaksandr Rabusjenka | DNF              |

| Ungarn HUN | Ungarn HUN    | Ungarn HUN |
| ---------- | ------------- | ---------- |
| Nr.        | Rytter        | Placering  |
| 167        | Attila Valter | 76.        |

| Litauen LTU | Litauen LTU         | Litauen LTU |
| ----------- | ------------------- | ----------- |
| Nr.         | Rytter              | Placering   |
| 168         | Evaldas Šiškevicius | DNF         |

| Aserbajdsjan AZE | Aserbajdsjan AZE | Aserbajdsjan AZE |
| ---------------- | ---------------- | ---------------- |
| Nr.              | Rytter           | Placering        |
| 169              | Elchin Asadov    | DNF              |

| Sverige SWE | Sverige SWE    | Sverige SWE |
| ----------- | -------------- | ----------- |
| Nr.         | Rytter         | Placering   |
| 170         | Lucas Eriksson | 85.         |

| Grækenland GRE | Grækenland GRE         | Grækenland GRE |
| -------------- | ---------------------- | -------------- |
| Nr.            | Rytter                 | Placering      |
| 171            | Polychrónis Tzortzákis | DNF            |

| Japan JPN | Japan JPN       | Japan JPN |
| --------- | --------------- | --------- |
| Nr.       | Rytter          | Placering |
| 172       | Yukiya Arashiro | DNF       |

| Rumænien ROU | Rumænien ROU         | Rumænien ROU |
| ------------ | -------------------- | ------------ |
| Nr.          | Rytter               | Placering    |
| 173          | Eduard-Michael Grosu | DNF          |

| Costa Rica CRC | Costa Rica CRC | Costa Rica CRC |
| -------------- | -------------- | -------------- |
| Nr.            | Rytter         | Placering      |
| 174            | Kevin Rivera   | DNF            |

| Mexico MEX | Mexico MEX      | Mexico MEX |
| ---------- | --------------- | ---------- |
| Nr.        | Rytter          | Placering  |
| 175        | Ulises Castillo | DNF        |

| Rwanda RWA | Rwanda RWA     | Rwanda RWA |
| ---------- | -------------- | ---------- |
| Nr.        | Rytter         | Placering  |
| 176        | Samuel Mugisha | DNF        |

| Marokko MAR | Marokko MAR       | Marokko MAR |
| ----------- | ----------------- | ----------- |
| Nr.         | Rytter            | Placering   |
| 177         | Abderrahim Zahiri | DNF         |

| Danmark DEN | Danmark DEN             | Danmark DEN |
| ----------- | ----------------------- | ----------- |
| Nr.         | Rytter                  | Placering   |
| 1           | Jakob Fuglsang          | 5.          |
| 2           | Niklas Eg               | DNF         |
| 3           | Jonas Gregaard          | 60.         |
| 4           | Jesper Hansen           | DNF         |
| 5           | Mikkel Honoré           | DNF         |
| 6           | Michael Valgren         | 11.         |
| 7           | Christopher Juul-Jensen | 77.         |
| 8           | Casper Pedersen         | 65.         |

| Slovenien SLO | Slovenien SLO   | Slovenien SLO |
| ------------- | --------------- | ------------- |
| Nr.           | Rytter          | Placering     |
| 9             | Janez Brajkovič | DNF           |
| 10            | Luka Mezgec     | DNF           |
| 11            | Domen Novak     | DNF           |
| 12            | Luka Pibernik   | DNF           |
| 13            | Tadej Pogačar   | 33.           |
| 14            | Jan Polanc      | 27.           |
| 15            | Primož Roglič   | 6.            |
| 16            | Jan Tratnik     | DNF           |

| Italien ITA | Italien ITA        | Italien ITA |
| ----------- | ------------------ | ----------- |
| Nr.         | Rytter             | Placering   |
| 17          | Andrea Bagioli     | 57.         |
| 18          | Alberto Bettiol    | 18.         |
| 19          | Gianluca Brambilla | DNF         |
| 20          | Damiano Caruso     | 10.         |
| 21          | Fausto Masnada     | 23.         |
| 22          | Vincenzo Nibali    | 15.         |
| 23          | Diego Ulissi       | 47.         |
| 24          | Giovanni Visconti  | 43.         |

| Belgien BEL | Belgien BEL       | Belgien BEL |
| ----------- | ----------------- | ----------- |
| Nr.         | Rytter            | Placering   |
| 25          | Tiesj Benoot      | 30.         |
| 26          | Oliver Naesen     | DNF         |
| 27          | Pieter Serry      | DNF         |
| 28          | Jasper Stuyven    | DNF         |
| 29          | Wout van Aert     | 2.          |
| 30          | Greg Van Avermaet | 21.         |
| 31          | Loïc Vliegen      | 40.         |
| 32          | Tim Wellens       | 39.         |

| Frankrig FRA | Frankrig FRA       | Frankrig FRA |
| ------------ | ------------------ | ------------ |
| Nr.          | Rytter             | Placering    |
| 33           | Julian Alaphilippe | 1.           |
| 34           | Julien Bernard     | DNF          |
| 35           | Kenny Elissonde    | 37.          |
| 36           | Valentin Madouas   | 34.          |
| 37           | Guillaume Martin   | 13.          |
| 38           | Rudy Molard        | 19.          |
| 39           | Quentin Pacher     | DNF          |
| 40           | Nans Peters        | DNF          |

| Holland NED | Holland NED        | Holland NED |
| ----------- | ------------------ | ----------- |
| Nr.         | Rytter             | Placering   |
| 41          | Tom Dumoulin       | 14.         |
| 42          | Pascal Eenkhoorn   | DNF         |
| 43          | Sam Oomen          | 45.         |
| 44          | Antwan Tolhoek     | DNF         |
| 45          | Martijn Tusveld    | 68.         |
| 46          | Dylan van Baarle   | 35.         |
| 47          | Nick van der Lijke | DNF         |
| 48          | Pieter Weening     | 79.         |

| Colombia COL | Colombia COL          | Colombia COL |
| ------------ | --------------------- | ------------ |
| Nr.          | Rytter                | Placering    |
| 49           | Esteban Chaves        | 32.          |
| 50           | Sergio Henao          | 50.          |
| 51           | Sergio Higuita        | 48.          |
| 52           | Miguel Ángel López    | 41.          |
| 53           | Daniel Martínez       | 31.          |
| 54           | Cristian Camilo Muñoz | DNF          |
| 55           | Harold Tejada         | DNF          |
| 56           | Rigoberto Urán        | 24.          |

| Tyskland GER | Tyskland GER          | Tyskland GER |
| ------------ | --------------------- | ------------ |
| Nr.          | Rytter                | Placering    |
| 57           | Nikias Arndt          | DNS          |
| 58           | John Degenkolb        | DNF          |
| 59           | Nico Denz             | 63.          |
| 60           | Simon Geschke         | 17.          |
| 61           | Jonas Koch            | DNF          |
| 62           | Paul Martens          | 66.          |
| 63           | Maximilian Schachmann | 9.           |
| 64           | Georg Zimmermann      | 55.          |

| Spanien ESP | Spanien ESP        | Spanien ESP |
| ----------- | ------------------ | ----------- |
| Nr.         | Rytter             | Placering   |
| 65          | Pello Bilbao       | 20.         |
| 66          | David de la Cruz   | DNF         |
| 67          | Jesús Herrada      | 28.         |
| 68          | Mikel Landa        | 16.         |
| 69          | Enric Mas          | DNF         |
| 70          | Luis León Sánchez  | 52.         |
| 71          | Marc Soler         | DNF         |
| 72          | Alejandro Valverde | 8.          |

| Australien AUS | Australien AUS   | Australien AUS |
| -------------- | ---------------- | -------------- |
| Nr.            | Rytter           | Placering      |
| 73             | Simon Clarke     | 44.            |
| 74             | Luke Durbridge   | DNF            |
| 75             | Chris Hamilton   | DNF            |
| 76             | Jai Hindley      | DNF            |
| 77             | Damien Howson    | DNF            |
| 78             | Michael Matthews | 7.             |
| 79             | Richie Porte     | 25.            |
| 80             | Nick Schultz     | DNF            |

| Storbritannien GBR | Storbritannien GBR | Storbritannien GBR |
| ------------------ | ------------------ | ------------------ |
| Nr.                | Rytter             | Placering          |
| 81                 | Hugh Carthy        | DNF                |
| 82                 | Ethan Hayter       | 86.                |
| 83                 | James Knox         | DNF                |
| 84                 | Tom Pidcock        | 42.                |
| 85                 | Luke Rowe          | DNF                |
| 86                 | James Shaw         | 81.                |

| Norge NOR | Norge NOR            | Norge NOR |
| --------- | -------------------- | --------- |
| Nr.       | Rytter               | Placering |
| 87        | Odd Christian Eiking | DNF       |
| 88        | Carl Fredrik Hagen   | 73.       |
| 89        | Markus Hoelgaard     | 36.       |
| 90        | Vegard Stake Laengen | DNF       |
| 91        | Andreas Leknessund   | 56.       |
| 92        | Torstein Træen       | 84.       |

| Rusland RUS | Rusland RUS          | Rusland RUS |
| ----------- | -------------------- | ----------- |
| Nr.         | Rytter               | Placering   |
| 93          | Sergej Tjernetskij   | 75.         |
| 94          | Vjatjeslav Kuznetsov | DNF         |
| 95          | Konstantin Nekrasov  | DNF         |
| 96          | Petr Rikunov         | DNF         |
| 97          | Ivan Rovnyj          | 82.         |
| 98          | Dmitrij Strakhov     | 62.         |

| Polen POL | Polen POL             | Polen POL |
| --------- | --------------------- | --------- |
| Nr.       | Rytter                | Placering |
| 99        | Stanisław Aniołkowski | DNF       |
| 100       | Michał Gołaś          | 83.       |
| 101       | Michał Kwiatkowski    | 4.        |
| 102       | Kamil Małecki         | DNF       |
| 103       | Łukasz Owsian         | 70.       |
| 104       | Maciej Paterski       | 72.       |

| New Zealand NZL | New Zealand NZL   | New Zealand NZL |
| --------------- | ----------------- | --------------- |
| Nr.             | Rytter            | Placering       |
| 105             | George Bennett    | DNF             |
| 106             | Patrick Bevin     | DNF             |
| 107             | Finn Fisher-Black | DNF             |
| 108             | Dion Smith        | DNF             |

| Irland IRL | Irland IRL    | Irland IRL |
| ---------- | ------------- | ---------- |
| Nr.        | Rytter        | Placering  |
| 109        | Ben Healy     | DNF        |
| 110        | Ryan Mullen   | DNF        |
| 111        | Nicolas Roche | 51.        |

| Schweiz SUI | Schweiz SUI       | Schweiz SUI |
| ----------- | ----------------- | ----------- |
| Nr.         | Rytter            | Placering   |
| 112         | Michael Albasini  | DNF         |
| 113         | Silvan Dillier    | DNF         |
| 114         | Enrico Gasparotto | 46.         |
| 115         | Marc Hirschi      | 3.          |
| 116         | Simon Pellaud     | DNF         |
| 117         | Michael Schär     | DNF         |

| Ecuador ECU | Ecuador ECU              | Ecuador ECU |
| ----------- | ------------------------ | ----------- |
| Nr.         | Rytter                   | Placering   |
| 118         | Jonathan Caicedo         | 80.         |
| 119         | Richard Carapaz          | 22.         |
| 120         | Jefferson Alveiro Cepeda | DNF         |

| Portugal POR | Portugal POR    | Portugal POR |
| ------------ | --------------- | ------------ |
| Nr.          | Rytter          | Placering    |
| 121          | Rui Costa       | 26.          |
| 122          | Ruben Guerreiro | DNF          |
| 123          | Ivo Oliveira    | 88.          |
| 124          | Nelson Oliveira | 38.          |

| Slovakiet SVK | Slovakiet SVK    | Slovakiet SVK |
| ------------- | ---------------- | ------------- |
| Nr.           | Rytter           | Placering     |
| 125           | Juraj Bellan     | DNF           |
| 126           | Marek Čanecký    | DNF           |
| 127           | Ján Andrej Cully | DNF           |
| 128           | Martin Haring    | DNF           |
| 129           | Patrik Tybor     | DNF           |

| USA USA | USA USA         | USA USA   |
| ------- | --------------- | --------- |
| Nr.     | Rytter          | Placering |
| 130     | Lawson Craddock | DNF       |
| 131     | Sepp Kuss       | 53.       |
| 132     | Brandon McNulty | DNF       |
| 133     | Neilson Powless | DNF       |

| Østrig AUT | Østrig AUT            | Østrig AUT |
| ---------- | --------------------- | ---------- |
| Nr.        | Rytter                | Placering  |
| 134        | Tobias Bayer          | DNF        |
| 135        | Marco Friedrich       | DNF        |
| 136        | Felix Gall            | DNF        |
| 137        | Sebastian Schönberger | 54.        |
| 138        | Markus Wildauer       | DNF        |
| 139        | Riccardo Zoidl        | DNF        |

| Tjekkiet CZE | Tjekkiet CZE  | Tjekkiet CZE |
| ------------ | ------------- | ------------ |
| Nr.          | Rytter        | Placering    |
| 140          | Josef Černý   | DNF          |
| 141          | Jan Hirt      | 59.          |
| 142          | Jakub Otruba  | 64.          |
| 143          | Adam Ťoupalík | 71.          |

| Kasakhstan KAZ | Kasakhstan KAZ     | Kasakhstan KAZ |
| -------------- | ------------------ | -------------- |
| Nr.            | Rytter             | Placering      |
| 144            | Zjandos Bizjigitov | DNF            |
| 145            | Daniil Fominykh    | DNF            |
| 146            | Dmitrij Gruzdev    | DNF            |
| 147            | Aleksej Lutsenko   | DNS            |
| 148            | Jurij Natarov      | 74.            |
| 149            | Vadim Pronskij     | 49.            |

| Sydafrika RSA | Sydafrika RSA    | Sydafrika RSA |
| ------------- | ---------------- | ------------- |
| Nr.           | Rytter           | Placering     |
| 150           | Nicholas Dlamini | DNF           |
| 151           | Louis Meintjes   | 78.           |

| Estland EST | Estland EST   | Estland EST |
| ----------- | ------------- | ----------- |
| Nr.         | Rytter        | Placering   |
| 152         | Tanel Kangert | DNF         |
| 153         | Peeter Pruus  | DNF         |

| Luxembourg LUX | Luxembourg LUX | Luxembourg LUX |
| -------------- | -------------- | -------------- |
| Nr.            | Rytter         | Placering      |
| 154            | Ben Gastauer   | DNF            |

| Ukraine UKR | Ukraine UKR     | Ukraine UKR |
| ----------- | --------------- | ----------- |
| Nr.         | Rytter          | Placering   |
| 155         | Anatolij Budjak | 87.         |

| Eritrea ERI | Eritrea ERI             | Eritrea ERI |
| ----------- | ----------------------- | ----------- |
| Nr.         | Rytter                  | Placering   |
| 156         | Natnael Berhane         | DNS         |
| 157         | Amanuel Ghebreigzabhier | 69.         |
| 158         | Merhawi Kudus           | 67.         |

| Canada CAN | Canada CAN         | Canada CAN |
| ---------- | ------------------ | ---------- |
| Nr.        | Rytter             | Placering  |
| 159        | Guillaume Boivin   | DNF        |
| 160        | Alexander Cataford | DNF        |
| 161        | Hugo Houle         | 61.        |
| 162        | Michael Woods      | 12.        |

| Letland LAT | Letland LAT        | Letland LAT |
| ----------- | ------------------ | ----------- |
| Nr.         | Rytter             | Placering   |
| 163         | Viesturs Lukševics | DNF         |
| 164         | Krists Neilands    | 58.         |
| 165         | Toms Skujiņš       | 29.         |

| Hviderusland BLR | Hviderusland BLR      | Hviderusland BLR |
| ---------------- | --------------------- | ---------------- |
| Nr.              | Rytter                | Placering        |
| 166              | Aljaksandr Rabusjenka | DNF              |

| Ungarn HUN | Ungarn HUN    | Ungarn HUN |
| ---------- | ------------- | ---------- |
| Nr.        | Rytter        | Placering  |
| 167        | Attila Valter | 76.        |

| Litauen LTU | Litauen LTU         | Litauen LTU |
| ----------- | ------------------- | ----------- |
| Nr.         | Rytter              | Placering   |
| 168         | Evaldas Šiškevicius | DNF         |

| Aserbajdsjan AZE | Aserbajdsjan AZE | Aserbajdsjan AZE |
| ---------------- | ---------------- | ---------------- |
| Nr.              | Rytter           | Placering        |
| 169              | Elchin Asadov    | DNF              |

| Sverige SWE | Sverige SWE    | Sverige SWE |
| ----------- | -------------- | ----------- |
| Nr.         | Rytter         | Placering   |
| 170         | Lucas Eriksson | 85.         |

| Grækenland GRE | Grækenland GRE         | Grækenland GRE |
| -------------- | ---------------------- | -------------- |
| Nr.            | Rytter                 | Placering      |
| 171            | Polychrónis Tzortzákis | DNF            |

| Japan JPN | Japan JPN       | Japan JPN |
| --------- | --------------- | --------- |
| Nr.       | Rytter          | Placering |
| 172       | Yukiya Arashiro | DNF       |

| Rumænien ROU | Rumænien ROU         | Rumænien ROU |
| ------------ | -------------------- | ------------ |
| Nr.          | Rytter               | Placering    |
| 173          | Eduard-Michael Grosu | DNF          |

| Costa Rica CRC | Costa Rica CRC | Costa Rica CRC |
| -------------- | -------------- | -------------- |
| Nr.            | Rytter         | Placering      |
| 174            | Kevin Rivera   | DNF            |

| Mexico MEX | Mexico MEX      | Mexico MEX |
| ---------- | --------------- | ---------- |
| Nr.        | Rytter          | Placering  |
| 175        | Ulises Castillo | DNF        |

| Rwanda RWA | Rwanda RWA     | Rwanda RWA |
| ---------- | -------------- | ---------- |
| Nr.        | Rytter         | Placering  |
| 176        | Samuel Mugisha | DNF        |

| Marokko MAR | Marokko MAR       | Marokko MAR |
| ----------- | ----------------- | ----------- |
| Nr.         | Rytter            | Placering   |
| 177         | Abderrahim Zahiri | DNF         |